# Liaojang
Liaojang (egyszerűsített kínai írással: 辽阳, pinjin: Liáoyáng) prefektúra szintű város Kínában, Liaoning tartományban. Lakosainak száma 1 604 580 fő (2020).

## Népesség
| 2010 | 1 858 768 |
| 2020 | 1 604 580 |

## Testvérvárosok
- Cergy